# Zhuosesia zhuoxiana
Zhuosesia zhuoxiana is een vlinder uit de familie wespvlinders (Sesiidae), onderfamilie Sesiinae.
Zhuosesia zhuoxiana is voor het eerst wetenschappelijk beschreven door Yang in 1977. De soort komt voor in het Palearctisch gebied.